# Konrad Ketteler (Domherr, II)
Konrad Ketteler (* im 16. Jahrhundert; † im 16. oder 17. Jahrhundert) war Domherr in Münster.

## Leben
Konrad Ketteler entstammte dem westfälischen Adelsgeschlecht Ketteler, aus dem zahlreiche namhafte Persönlichkeiten hervorgegangen sind. Er war der Sohn des Jasper Ketteler zu Middelburg und dessen Gemahlin Margaretha von Galen. Sein Onkel war der Osnabrücker Dompropst Konrad Ketteler. Sein Cousin Hermann Ketteler war Domherr in Münster. Am 9. Oktober 1557 erhielt er auf Präsentation Dietrich Kettelers eine münstersche Dompräbende und wurde drei Jahre später emanzipiert. Er verzichtete am 2. Juni 1590 auf seine Pfründe.